# 李仁栄
李 仁栄（イ・イニョン、이인영、1970年8月9日 - ）は、韓国の女子プロボクサーである。韓国女子ボクシング初の世界チャンピオン。

## 来歴
2001年、29歳でボクシングを始めた。11月16日、金珠熙を下し韓国女子フライ級王座を獲得。
2002年には八島有美、2003年にもイワン・ケイプルスと言った強豪を破る。
同年9月27日、ソウル・教育文化会館で行われたIFBA世界フライ級タイトルマッチでカラー・ウィルコックスを9回KOで倒し王座獲得。
12月24日、龍仁室内体育館で同級3位の挑戦者マーベラス森本に判定勝ちし初防衛。
2004年11月14日、マリアナ・フアレスとのIFBAスーパーフライ級王座決定戦に挑むが、2-1の微妙な判定で敗れ2階級制覇はならなかった。これを最後に引退した。